# Citizen of the Galaxy
Citizen of the Galaxy este un roman științifico-fantastic pentru tineret din 1957 de Robert A. Heinlein. A apărut prima dată în foileton în Astounding Science Fiction și apoi cu copertă dură la editura Charles Scribner's Sons. Romanul este puternic influențat de Kim de  Rudyard Kipling și are ca temă problema sclaviei.

## Legături externe
- en  Istoria publicării lucrării Citizen of the Galaxy la Internet Speculative Fiction Database
- Citizen of the Galaxy Arhivat în 16 iulie 2011, la Wayback Machine., heinleinsociety.org
- en  Istoria publicării lucrării Citizen of the Galaxy  la The Internet Book Database of Fiction
- Citizen of the Galaxy la Open Library
- Citizen of the Galaxy parts one, two, three, and four on the Internet Archive

## Vezi și
- 1957 în științifico-fantastic